# Arete de Cirene
|  | Per a altres significats, vegeu «Arete». |

Arete de Cirene, filla d'Arístip de Cirene, fou una filòsofa de l'antiga Grècia famosa pel seu paper a l'escola cirenaica, en què va despuntar ella, el seu pare i el seu fill, Aristip el Jove, de qui va ser mestra. Marcada pel pensament de Sòcrates, va centrar-se en l'ètica, com proven els testimonis de diverses epístoles del segle iv aC conservades, algunes seves i d'altres atribuïdes a la seva mà. Hi ha disputes sobre si arribà a dirigir l'escola filosòfica o només n'ocupà tasques associades a l'ensenyament.